# 克里斯·加纳
克里斯托弗·加纳（英語：Christopher Garner，1975年2月2日—），美国NBA联盟前职业篮球运动员。